# Friends : Celui qui répond à toutes les questions
Friends : Celui qui répond à toutes les questions (Friends: The One with All the Trivia) est un jeu vidéo sorti en 2005 et 2006 sur PC et PlayStation 2. Le jeu a été développé par Artech et édité par Warner Bros. Interactive Entertainment Inc.. Il est basé sur la série Friends et propose de nombreuses questions sur l'univers de la sitcom.

## Critiques
Malgré le peu de tests qu'a reçu le jeu, ils sont globalement négatifs. Ainsi, Jeuxvideo.com lui a accordé un 7/20, et Jeuxvideopc.com lui attribue la note de 6/20.